# Coleophora sarehma
Coleophora sarehma é uma espécie de mariposa do gênero Coleophora pertencente à família Coleophoridae.